# 昼夜開講制
昼夜開講制（ちゅうやかいこうせい）とは、大学（短期大学を含む）および専修学校における時間帯に関する授業開講方式の種類で、同一の教育研究組織・教育組織において昼間及び夜間の双方の時間帯にまたがって授業を行うことである。
法令においては、大学設置基準、短期大学設置基準、専修学校設置基準などで「昼夜開講制」の語が使われている。

## 大学・短期大学における昼夜開講制

### 各種の定義等
法令においては、大学設置基準と短期大学設置基準に次の規定が見られる。
大学は、教育上必要と認められる場合には、昼夜開講制（同一学部において昼間及び夜間の双方の時間帯において授業を行うことをいう。）により授業を行うことができる。（大学設置基準第26条）
短期大学は、教育上必要と認められる場合には、昼夜開講制（同一学科において昼間及び夜間の双方の時間帯において授業を行うことをいう。）により授業を行うことができる。（短期大学設置基準第12条）
文部科学省では、昼夜開講制を次のように解説している。
時間的制約の多い社会人等の便宜に配慮して、「同一学部」の中に「昼間主コース」、「夜間主コース」を設け、昼間及び夜間の双方の時間帯において授業を行う制度。
（文部科学省サイト昼夜開講制の状況より引用）

### 制度内容
文部科学省による定義にもあるように、昼夜開講制を採る学部では、「昼間主コース」と「夜間主コース」の2つが設置されていることが多いが、この場合、入学試験は別々であっても、卒業時には「同一学部」のため、どちらへ入学しても同じ学部卒の扱いとなる。
昼間主コースは1時限目から6時限目の昼間時間帯中心、夜間主コースは6時限目～7時限目の夜間時間帯が中心となる。1時限から7時限までフルに時間割編成がなされていると同時に、「1時限から6時限の受講」あるいは「6時限から7時限の受講及び土曜日の受講」で、それぞれ4年間で卒業に必要な単位を取得することが可能である。このように学生の授業履修の自由度が高く、柔軟であることから、「昼夜フレックス制」とも通称される。

### 法的根拠と認可システム
昼夜開講制の法的な根拠は、大学設置基準第26条に定められた「大学は、教育上必要と認められる場合には、昼夜開講制（同一学部において昼間及び夜間の双方の時間帯において授業を行うことをいう。）により授業を行うことができる。」による。この規定により文部科学省は、「教育上必要」と認められる場合に大学に対して昼夜開講制により授業を行うことを認可する。なお、昼夜開講制が規定されているのは、通常の（昼間に授業を行う）学部および「夜間において授業を行う学部」のみである。「通信による教育を行う学部」については、面接授業（スクーリング）を行う時刻を申請・届出する必要がなく、法令における昼夜開講制の概念そのものがない。
なお文部科学省は大学における昼夜開講制の認可に際し、通常の学部が昼夜開講制をとる場合でも、必ず昼間時間帯の授業履修だけで卒業可能な時間割編制を行うように指導し、「夜間において授業を行う学部」が昼夜開講制をとる場合にも、必ず夜間時間帯の授業履修だけで卒業可能な時間割編成を行うよう指導している。
なお、短期大学設置基準第12条にも昼夜開講制の規定があり、その条文は、大学設置基準第26条とほぼ同一である。（主語は「大学」から「短期大学」に替わり、「学部」の語は「学科」に置き換えられている。）
昼夜開講制を日本で最初に採用した大学は東京都立大学である。東京都立大学は新制大学発足時に昼夜開講制大学として開学したが、当時の文部省に昼夜開講制の趣旨が理解されず、のちに大多数の大学と同様に、昼間課程の「第一部」と、夜間課程「第二部」（18時～21時） の制度を採っていた。
（※ 平成15年度入試をもって、「第二部」は廃止された。『都立大学― 第二部募集終了について』

### 制度導入の背景
近年、「第二部」の志願者の減少が目立ち、大学側も組織効率化のため、上記の「都立大学」のように、第二部を廃止してしまうか、その代わりに、従来の第2部（夜間課程）を、昼夜開講制の「夜間主コース」に転換するケースがみられる。
一方で、社会人の生涯学習への意欲の高まり、学生のライフスタイルの変化に伴い、時間の制約無く授業を履修したいという要望も多くなってきたこともあり、文部科学省は、社会人教育などとともに、積極的にこの制度の導入を積極的に推進しており、文部科学省がまとめた大学における教育内容等の改革状況について－4によると2003年度に76学部が採用するまでになっており、現在も昼夜開講制の導入を検討する大学が増えている。

### よくある誤解
通常の（昼間に授業を行う）学部（1部）が昼夜開講制により、授業を行う事を認められた場合には、コース制が敷かれることが一般的である。このコースには普通「昼間主コース」「夜間主コース」が、「1部」「2部」に当たると誤解されるケースがあるが、正しくない。夜間に受講したい学生の受け皿として、通常の（昼間に授業を行う）学部が昼夜開講制の認可を得て、夜間時間帯にも授業を行うコースが、昼夜開講制の「夜間主コース」である。
そのため「夜間主コース」では6時限から7時限のみの受講で卒業できるように時間割編成がなされているが、法的には昼間主コースと同一学部の夜間時間帯を主として履修するコースである。コースについては、大学設置基準において定めがなく、各大学が自発的に設けるものであり、統一的な制度は日本国内では敷かれていない。昼間主コース・夜間主コースは、「教育学部教育学科教育心理学コース」や「社会学部社会福祉学科老人福祉コース」などと同様に、大学が自発的に設ける「コース」に過ぎず、学部、学科・課程の下位区分であり、必須ではないため、昼間主・夜間主のコース分離を行わない場合もあり、一般に学生証・各種証明書・学位記（卒業証書）などに記載されるのは、大学設置基準に定めのある学科または課程までであって、コースの記載まではされない。同一の学部、学科・課程であるため、当然ながら昼間主コースと夜間コースいずれで入学しても、卒業時には、同じ学位が授与されるのはもちろんのこと、同じ教員が講義を担当するため学習内容にも差はない。

## 専修学校における昼夜開講制
専修学校設置基準を法的な根拠にして専修学校において実施される「時間帯に関する授業開講方式の種類」である。
専修学校設置基準の第13条には、次の通り定められている。
専修学校は、教育上必要と認められる場合には、昼夜開講制（同一学科において昼間及び夜間の双方の時間帯において授業を行うことをいう。）により授業を行うことができる。
昼夜開講制を採るほとんどの学科で「昼間主コース」「夜間主コース」などを設けるコース制が採用されている。昼間主コースは1限目から～6限目（9時頃から18時頃）までの昼間時間帯中心、夜間主コースは6限目～7限目（18時頃から22時頃）までの夜間時間帯中心となる。9時頃から22時頃までの長時間における時間割編成がなされていると同時に、9時頃から18時頃までのみの履修、あるいは18時頃から22時頃までのみの履修でも、それぞれ修業年限が同一であり、修了に必要な単位を修得していくことが可能である。